# Арло (Боршод-Абауј-Земплен)
Арло (мађ. Arló) је историјски град у северној Мађарској, у жупанији Боршод-Абауј-Земплен (Borsod-Abaúj-Zemplén). 
У 19. и 20. веку у селу је живела јеврејска заједница. Године 1920. у селу је било 53 Јевреја. 1944. године већина Јевреја у селу је убијена у Холокаусту.
У селу још увек постоји јеврејско гробље.

## Историја
Насеље је настало у 11. веку, када је припадало породици Мишколц. Његов први сачувани писани помен (Арло) датира из 1268. године.
Први становници су се бавили сечом дрва и сагоревањем угља. У 17. веку у насеље су досељени Роми, данас чине 50% становништва села.
Становништво села је почело да расте од доба индустријских насеља захваљујући близини фабрика у Озду и Боршоднадашду.
Криза тешке индустрије погодила је и Арло, број становника је почео да се смањује од 1990-их, због тога је много људи емигрирало у Мишколц и друге градове. Значајан број радно способних мушкараца путује на посао у Мишколц, област Егера или чак Будимпешту.
Удружење опатица под именом „Мале сестре светог Фрање” су се у село населиле 1994. године и од тада помажу сиромашне породице, на пример, бескаматним кредитима или превозе децу на прегледе. Од лета 2020. године, Дружба Исусова је започела ромску мисију у две сегрегације насеља (Кишфалун и Чахон) под именом „Језуита Јеленлет Арло”. Присуство функционише у оквиру владиног програма „Евзаркозо телепилекеш”, његова сврха је „помоћ породицама: слобода од незапослености, недовољно образовање, стамбено сиромаштво и наследна, научена беспомоћност“, а његову методолошку основу пружа „Програм присутности Мађарске”кроз „добротворну службу Малте”. „Јеленлетхаз” је завршен у октобру 2021. године, где се одржавају часови за младе мајке, подучавање за школску децу, часови плеса и музике, помоћ у свакодневној администрацији и обезбеђени простори за прање и купање.

## Популација
Године 2001. 70% становништва у насељу су били Мађари, а 30% су били Роми. Осим тога, у насељу су живела 4 Словака.
Током пописа из 2011. године, 86,1% становника се изјаснило као Мађари, а 19,9% као Роми (13,6% није одговорило, због двојног држављанства, укупан број може бити већи од 100%). 
Верска дистрибуција је била следећа: римокатолици 66,7%, реформатори 1%, гркокатолици 0,5%, без вероисповести 7,5% (22,5% није одговорило).